# Émile Solacroup
L’Émile Solacroup était un ferry à vapeur qui assurait la liaison entre Quiberon et Belle-Île-en-Mer. Il fut exploité de 1897 à 1948. Premier vapeur à disposer d'un salon pour les passagers, il permit de transporter les premières automobiles vers Belle-Île.
Il fut réquisitionné par la Royale à Saint-Nazaire du 19 octobre 1914 au 31 août 1915 et servit comme arraisonneur.